# Olaus Carolus Wassmann
Olaus Carolus Wassmann (ca. 1730 – begravet 25. oktober 1784 i Randers) var en dansk maler.
Han boede 1750'erne i landsbyen Store Arden i nærheden af herregården Villestrup, for hvis ejer, gehejmeråd Werner Rosenkrantz, han 1759 dekorerede riddersalen på Krabbesholm ved Skive med prangende, farvestrålende loft- og vægmalerier, forestillende allegoriske-historiske scener og figurer inden for viltert og kraftigt rocailleværk. Som forlæg benyttedes sydtysk ornamentik bl.a af Johannes Esaias Nilson. Wassmanns stil er i det hele tydeligt inspireret af sydtysk rokoko. Hans Krabbesholm-dekorationer står som et hovedværk i jysk rokokomaleri. Tilsvarende rokokomalerier kan ses på Langholt Hovedgård og Sæbygård af Wassmann. På Krabbesholm fandtes tidligere endvidere en af Wassmann 1755 signeret og betegnet bordplade med malet fremstilling af de hellig tre kongers tilbedelse. Ved Snapstinget i Viborg 1770 udstillede han en kollektion kabinetstykker.
Han blev gift 1. gang 22. december 1756 i Store Arden med Lovise Juliane Breuchmann (begravet 18. februar 1759 smst.) og 2. gang 5. oktober 1759 i Skive med Marie Hedevig Glad (ca. 1734 - begravet 5. juli 1784 i Randers).